# رخصة القيادة في النرويج
رخصة القيادة النرويجية أو تصريح السياقة النرويجية (بالنرويجية: Førerkort) هي رخصة لقيادة المَركبات في النرويج تلتزم بعدة معايير قياسية مُتَّفق عليها في المنطقة الاقتصادية الأوروبية.

## ما قبل وبعد الرخصة

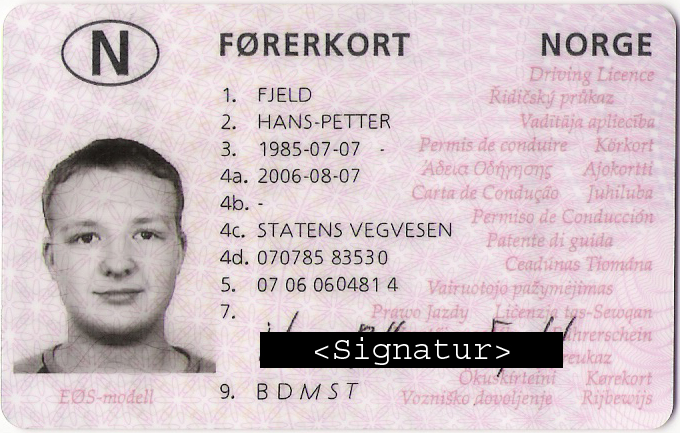
رخصة نرويجية (إصدار قديم)

الحدّ العُمرِي الأدنى لقيادة السيارات الخاصة (الفئة ب) هو 18 عاماً وأن يكون قد مرّ على إقامة الطالب في النرويج ستة أشهر. وبالنسبة للدراجات النارية (الفئة AM146 بحد سرعة قصوى 45 كم/ساعة) والدراجات النارية الصغيرة (فئة A1) والجرارات (الفئة T) فالحد العمري هو 16 عاماً. أما معظم الشاحنات الأكبر حجما (فئة ج) فيُشترط أن يُتم حامل الرخصة 21 عاماً.

### رخصة القيادة الأجنبية
رُخَص القيادة الصادرة في دول الاتحاد الأوروبي أو المنطقة الاقتصادية الأوروبية صالِحة للقيادة في النرويج طالما أن الرخصة صالحة في البلد الذي صدر فيه. أما الرُّخص الخاصة بالفئات الثقيلة (كالشاحنات) فهي صالحة لمدة خمس سنوات فقط في النرويج.
لا يمكن استخدام رخص القيادة الصادرة في بلدان بخِلاف الدول سابقة الذكر للقيادة في النرويج لمدة تزيد عن ثلاثة أشهر، ويكون ذلك بشرط الحصول على رخصة دولية أو تصريح مُعتمَد ومُترجَم بالإنجليزية أو النرويجية أن الرخصة صالحة للقيادة في النرويج. وينطبق الشيء نفسه على الأشخاص الذين يستقرّون في النرويج.
لابد للسائق أن يقضي مدة ستة أشهر على الأقل خارج النرويج قبل أن يمكنه القيادة بالرخصة الأجنبية لثلاثة أشهر أخرى في النرويج، وعلى الأشخاص المقيمين في النرويج أن يحصلوا على رخصة القيادة النرويجية لمواصلة القيادة. بالنسبة للحاصلين على رخصة من بعض الدول غير الأوروبية (ليس من ضمنها الدول العربية) فيمكنهم الحصول على الرخصة النرويجية من خلال اجتياز الاختبار العملي فقط، وبالنسبة لغيرهم فيلزم أن يجتازوا جميع الدورات الإجبارية في مدرسة معتَمدة لتعليم القيادة.

### التدرُّب على القيادة
قبل أن يُسمح لأي شخص أن يبدأ التدرُّب للحصول على رخصة قيادة يجب عليه أولاً إكمال دورة مرور ابتدائية مدتها أربعة أيام تُسمّى "trafikalt grunnkurs" تغطّي القواعد الأساسية للطرق وبعض النصائح العامة خاصةً كيفية التصرُّف عند حدوث أو التواجد في مكان حادث مروري — بما في ذلك كيفية التواصل بشكل فعّال مع خدمات الطوارئ ومهارات الإسعاف الأولي (ومنها وضع الإفاقة).
يُسمح لأي شخص يكمِل هذه الدورة ولا يقل عمره عن عامين تحت السن الأدنى المطلوب للرخصة أن يتدرّب للحصول على الرخصة إذا كان برفقة أحد الوالدين أو شخص يبلغ 25 سنة على الأقل وحاصل على رخصة على مدى السنوات الخمس الماضية دون انقطاع. أما مَن زاد عُمره عن 25 سنة فيحصل على استثناء من بعض أجزاء الدورة الابتدائية، ويمكنه التدرُّب على القيادة دون أخذها. ويجب وضع علامة L حمراء على مؤخِّرة السيارة لتنبيه الآخرين بأن السيارة يقودها شخص تحت التمرين.

### بعد الحصول على الرخصة
عندما يحصل السائق لأول مرة على الرخصة فإنها تُسمّى رخصة تجريبية، حيث يُسجَّل فيها فترة تجريبية مدتها سنتان تتضاعف خلالها قيمة النقاط لكل مخالفة مرورية، مما يجعل من السهل فقدان الرخصة. وإذا فقد السائق رخصته خلال هذه الفترة فعليه أن يعيد جميع الاختبارات النظرية والعملية بعد انتهاء فترة التعليق. أما إذا فقدها بعد مدة السنتين فإنه يستعيدها في البريد بعد انتهاء فترة التعليق.

## اختبارات القيادة

### الاختبار النظري
بعد أن يتقدّم الطالب للحصول على رخصة القيادة إلى هيئة إدارة الطرق العامة النرويجية (بالنرويجية: Statens Vegvesen) يجب عليه الخضوع لاختبار نظري (بالنرويجية: Teoriprøve) قبل الامتحان العملي في إحدى مكاتب الهيئة (بالنرويجية: Trafikkstasjon)، ويلزم ألا يقل عمر الطالب عن ستة أشهر تحت السن الأدنى المطلوب للرخصة. قبل اجتياز الاختبار النظري لأول مرة يجب عمل فحص بسيط للعين (من أي متجر للبصريات).
الاختبار النظري مدّته 90 دقيقية، وهو مُتاح بعدة لغات منها - إلى جانب النرويجية - الإنجليزية والعربية. وتتوفّر كذلك نسخ من كتاب تعليم القيادة مترجَمة إلى تلك اللغات. في بعض الحالات الخاصة يمكن التقدُّم بطلب للحصول على اختبار نظري شفهي (مع أو بدون مترجم فوري).
يتكوَّن الاختبار النظري من الفئة ب (سيارات) من 45 سؤالاً (متعدد الاختيارات) لكل سؤال إجابة واحدة صحيحة. ويجب على الطالب أن يجيب على جميع الأسئلة وأن يتحصّل على نسبة 85٪ من الإجابات الصحيحة (بما لا يزيد عن سبع إجابات خاطئة) لاجتياز الاختبار. وبعد اجتيازه يجب على الطالب اجتياز الاختبار العملي في غضون ثلاث سنوات من النظري، وإلا وَجب عليه إعادة الاختبار. وإذا رسب الطالب في الاختبار وجب عليه أن ينتظر أسبوعين قبل أن يأخذه مجدَّداً.

### الاختبار العملي
إذا نجح الطالب في الاختبار النظري وأنهى جميع الدورات التدريبية الإجبارية، يكون عليه أن يجتاز الاختبار العملي (بالنرويجية: praktisk prøve أو oppkjøring) قبل الحصول على الرخصة. يلزم أولاً على الطالب استئجار سيارة مناسبة (غالبا من مدرسة القيادة).
تتراوح مدة الاختبار بين 55 إلى 60 دقيقة، ويتكوَّن من عدة أجزاء منها فحص الطالب لسلامة السيارة قبل بداية الرحلة وسؤال شفهي حول عواقب وجود خَلل ما في السيارة، ومنها أيضاً القيادة في اتجاه مكان معيَّن مع اتباع اللافتات المرورية على الطريق والدوران والرجوع للخلف وإيقاف السيارة في الموقَف عند نهاية الرحلة. أثناء الاختبار يُعتبر الطالب سائقاً، ويكون مسئولاً عما يقوم به في حكم القانون. وبمجرد انتهاء الاختبار يقوم الفاحِص بإخباره بما إذا كان قد نجح في الاختبار أو رَسب فيه.
المعيار الرئيسي للتقييم هو أن يوثَق في السائق لقيادة المركَبة بنفسه. يتم التركيز على كيفية تعامله مع السيارة، وعما إذا كان يقود بسلاسة واقتصاد في استهلاك الطاقة، وكذلك عما إذا كان السائق في حالة تأهب دائمة لظروف الطُرُق وحركة المرور من حوله، والقيادة بشكل حاسم مع حُسن التوقُّع من أجل تعزيز السلامة والمساهمة في تدفق حركة المرور. وأخيراً يجب عليه التفكير فيما يمكن أن يحدث أثناء القيادة، مع مراعاة احتياجات الآخرين والتخطيط للتفاعل مع غيره من مستخدمي الطريق.
إذا اجتاز الطالب الاختبار يتم تصويره فوتوغرافياً (بتكلفة 80 كرونة نرويجية) ويدفع رسوم إصدار الرخصة (290 كرونة نرويجية). ويمكنه اختيار إما أن يتم إرسالها بالبريد على عنوانه المسجَّل، أو أن يتسلّمها بنفسه من المكتب. وإذا رسب الطالب في الاختبار يحصل على سبب مكتوب لرسوبه، وعليه أن ينتظر أربعة أسابيع أخرى قبل إعادة الاختبار.

## نظام النقاط
منذ يناير 2004 بدأت السلطات النرويجية استخدام نظام النقاط (بالنرويجية: Prikkbelastning) للتعامل مع مرتكبي المخالَفات المرورية. معظم المخالفات تستدعي الحصول على نقطتين (ثقبين) باستثناء أقل حالات تجاوز السرعة. وإذا حصل السائق على ثمان نقاط أو أكثر خلال فترة ثلاث سنوات يتم تعليق رخصة قيادته مؤقتاً - لمدة ستة أشهر أو أكثر حسب المخالفة. وتتم إزالة جميع النقاط بعد مرور ثلاث سنوات منذ استلام النقطة الأولى، وإذا أعيد إصدار الرخصة بعد فترة التعليق تتم إزالة جميع النقاط على الفور.

## التكلفة
يقترب متوسط التكلفة النهائية للحصول على رخصة قيادة من 30 ألف كرونة نرويجية (ما يعادل حوالي 3,800 دولار أمريكي في سبتمبر 2017). ويرجع ذلك أساساً إلى الكم الكبير من الدورات الإجبارية والتي تشمل القيادة على الجليد والقيادة في أوقات الظلام. أما تكلفة الاختبارات نفسها فهي ليست مرتفعة نسبياً: رسوم الاختبار النظري (الفئة ب) 620 كرونة نرويجية والعملي 1,070 كرونة نرويجية. وفي بعض البَلَديّات يمكن للاجئين والمهاجرين التقدُّم بطلب لتغطية جزء من تكلفة رخصة القيادة.

## وصلات خارجية
- (بالنرويجية والإنجليزية) موقع هيئة إدراة الطرق العامة النرويجية Vegvesen
- صفحة البحث عن مدرسة لتعليم القيادة
- (بالعربية) معلومات عن الاختبار النظري
- اختبارات باللغة العربية والنرويجية لرخصة القيادة النرويجية (Teoriprøve)
- (بالعربية) تطبيق تعليم السواقة في النرويج